# Helena Österlund
Helena Österlund, född 9 februari 1978, är en svensk författare. Hon debuterade med diktsamlingen Ordet och färgerna (2010), för vilken hon samma år tilldelades Borås Tidnings debutantpris. Hon har belönats med Mare Kandre-priset för sin andra roman, från 2015. 

## Biografi
Helena Österlund växte upp i Eskilstuna, där hon under gymnasieåren började skriva poesi. Efter ett antal refuseringar lade hon i 20-årsåldern poesin tillfälligt åt sidan.

### Författarskap
Senare studerade Österlund till bibliotekarie. Hon inledde en forskarutbildning i etik som hon dock avbröt, i syfte att återigen ägna sig åt en verksamhet som författare. Som viktiga inspirationskällor har Österlund bland annat nämnt Edith Södergran, Ann Jäderlund, Katarina Frostenson, Kristian Lundberg och Thomas Bernhard.
Debutdiktsamlingen Ordet och färgerna, från 2010, gav författaren samma år Borås Tidnings debutantpris under motiveringen ”dikter som med förnyelsens blick öppnar gränserna mellan ordens natur, orden som natur och naturen som ord”. De två långa dikterna som gett samlingen dess namn är präglade av en hypnotiserande rytm och minimalism med ett antal nyckelord som upprepas med små förskjutningar. Avsnittet Färgerna utforskar jagets kroppsliga relation och överlevnadsmöjligheter i förhållande till en yttre hotande gestalt i form av Vargen.
Romanen Kari 1983, från 2013, har en yttre handling där den 12-åriga Kari utforskar djur och natur kring en sjö och möter en pojke som är hennes namne. Som i debutdiktsamlingen präglas språket av rytmiska upprepningar och berättelsen har en sagoaktig karaktär.
Romanen Självporträtt (är läpparna på något särskilt sätt när de väntar), från 2015, gav författaren Mare Kandrepriset. Här behandlas i tillbakablickar en mor-dotterrelation. Skildringen är drömlikt surrealistisk och befolkas av ett antal djur.
Romanen Min sårbara kropp, från 2019, handlar om berättarjagets liv efter en avslutad kärleksrelation. Huvudpersonen förmedlar sin ångest och ensamhet genom dagboksanteckningar, referat av samtal med vänner och psykolog samt utförliga skildringar av sexuella möten. Hon söker och känner själsfrändskap med konstnärer och deras uttryckssätt.
2019 debuterade Helena Österlund som dramatiker. Det gjordes via pjäsen Sätt kronan på mitt huvud, ett drama runt kroppen, lusten och förlusten och där identiteten i övergången mellan ungdomen och den gamla människan står i centrum.

### Andra aktiviteter
Helena Österlund bidrog 2013 med sång och låttexten till "Jag är fullständigt tung" på bandet Covenants album Leaving Babylon.

### Lyrik
- 2010 – Ordet och färgerna
- 2022 – Det enda som blir kvar är ord
- 2023 – Om det fanns en plats som var min

### Romaner
- 2013 – Kari 1983
- 2015 – Självporträtt (är läpparna på något särskilt sätt när de väntar)
- 2019 – Min sårbara kropp
- 2020 – Att spegla sig i någon annans vatten

## Priser och utmärkelser
- 2010 – Borås Tidnings debutantpris
- 2014 – Albert Bonniers stipendiefond för yngre och nyare författare
- 2015 – Mare Kandre-priset